# Rosemarie Bassi

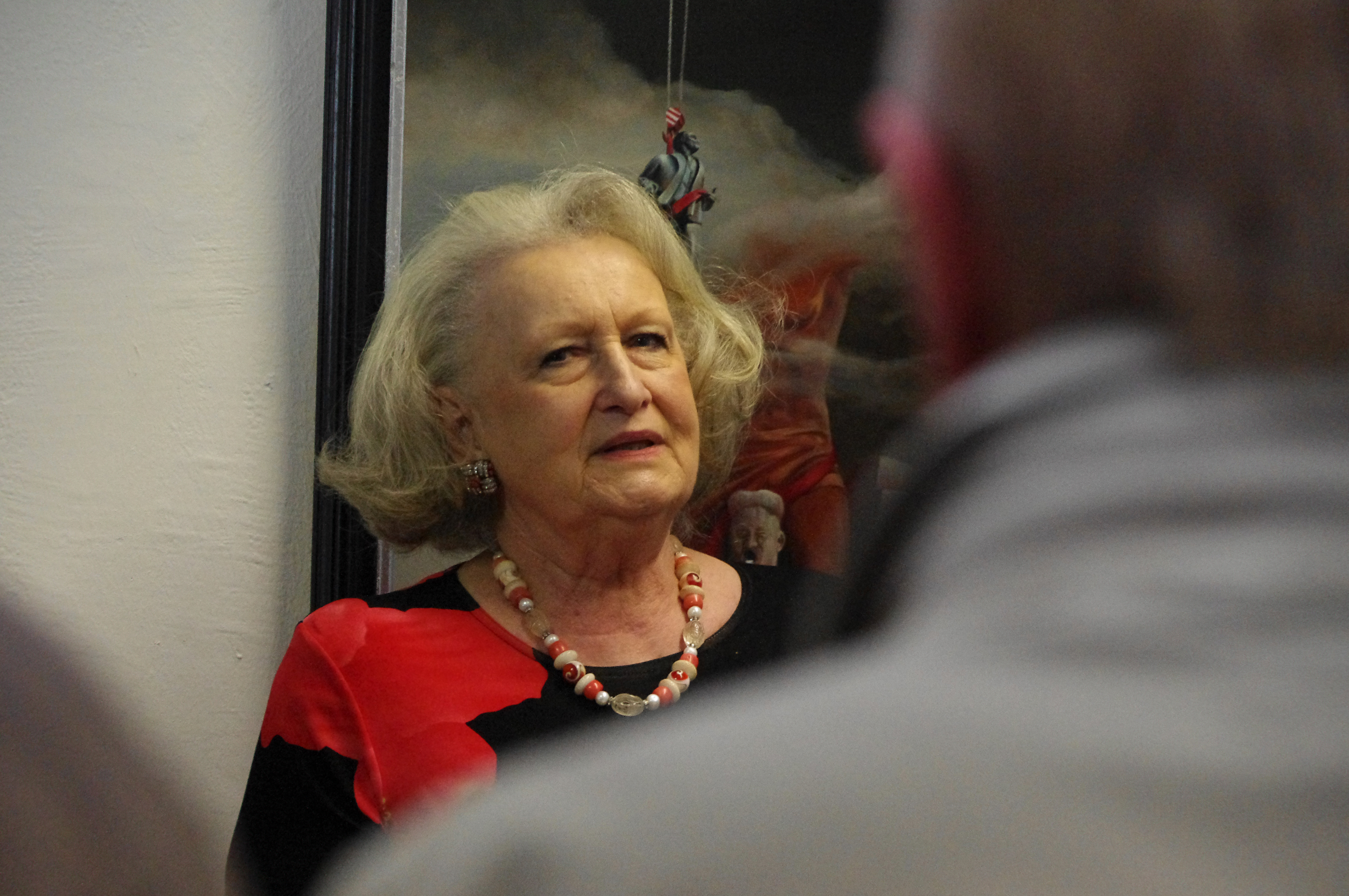
Rosemarie Bassi während einer Vernissage 2015

Rosemarie Bassi (* 1941 in Persenbeug) ist eine österreichische Künstlerin und Galeristin. Sie lebt in Sinzig und betreibt in Remagen das Europäische Kulturzentrum – Galerie Rosemarie Bassi. Nach der Grundschule studierte sie von 1959 bis 1962 Malerei und Grafik an der Universität für Angewandte Kunst und an der Akademie der Bildenden Künste in Wien. Sie war Meisterschülerin bei Albert Paris Gütersloh. Es folgte ein Aquarellstudium bei Oskar Kokoschka und zahlreiche Ausstellungen in Italien. Nach mehrjährigen Aufenthalten in Hongkong und Rom führte sie ihr Weg 1974 nach Bonn. 1979 begann sie mit einer intensiven Galeriearbeit in Rolandseck. Zuerst im Rolandshof kaufte sie 1990 die Villa Rolandseck und etablierte dort ein Europäisches Kulturzentrum. In der Folgezeit stellte sie nationale und internationale Künstler aus. Die Galerie Rosemarie Bassi wurde zum etablierten Bestandteil der rheinischen, deutschen und internationalen Kunstszene.
Für ihre aktive Tätigkeit auf dem Gebiet der Kunst und Kultur wurde sie mit dem Silbernen Ehrenzeichen der Republik Österreich und dem Bundesverdienstkreuz am Bande der Bundesrepublik Deutschland ausgezeichnet.
| Personendaten    | Personendaten                             |
| ---------------- | ----------------------------------------- |
| NAME             | Bassi, Rosemarie                          |
| KURZBESCHREIBUNG | österreichische Künstlerin und Galeristin |
| GEBURTSDATUM     | 1941                                      |
| GEBURTSORT       | Persenbeug, Österreich                    |